# Championnat de RDA de football de deuxième division
La DDR-Liga fut le Championnat de RDA de football D2, à partir de l'été 1950. À la suite de la « Chute du Mur de Berlin », cette division fut renommée "NOFV-Liga" dans le courant de la saison 1989-1990. Elle disparut, en tant que D2 est-allemande, à la fin du championnat 1990-1991.
Note : «Staffel» est un mot allemand signifiant degré, marche, échelon, étage. Dans le cas de cet article, "Staffel" signifie groupe. Pour donner plus de simplicité, nous conserverons le terme allemand.

## Repères chronologiques
- 1945 à 1947 - Compétitions locales
- 1947-1948 - Compétitions par zone d'occupation, dont l'Osterzonenmeisterschaft
- 1948-1949 - Osterzonenmeisterschaft 1949
- Été 1949 - Création de la DDR-Oberliga
- Été 1950 - Création de la DDR-Liga
- Été 1952 - Création des Bezirksligen
- Été 1955 - La DDR-Liga est scindée en deux "I. DDR-Liga" et "II. DDR-Liga". Les Bezirksligen devinrent de facto une Division 4.
- Printemps 1963 - Dissolution de la "II. DDR-Liga", les Bezirksligen redevinrent la Division 3.

## Histoire

### Introduction
Avec la création de la République démocratique allemande, en octobre 1949, une ligue supérieure de football avait été mise sur pied par les autorités communistes dès la saison 1948-1949. Lors du championnat suivant, la plus haute division fut renommé DDR-Oberliga.
Sous cette élite, se trouvaient à l'époque cinq Landesklassen, une pour chacun des 5 Länders composant ce qui était devenu le territoire de la RDA : Brandebourg, Mecklembourg-Poméranie-Occidentale, Saxe, Saxe-Anhalt et Thuringe.
La zone de Berlin-Est vint s'ajouter à la liste des 5 régions après la saison 1949-1950.
Deux ans après la création de la DDR-Oberliga, la "section football" du Deutscher Sportauschuss (DS) (le comité chargé de la gestion et du contrôle des activités sportives en RDA) décida de constituer un second niveau. Celui-ci fut dénommé DDR-Liga.
Initialement, le "DS" pensa à un système basé sur les cinq Landesklasse, mais le projet proposé fut jugé trop compliqué et regroupant trop d'équipes. Le nom initialement imaginé pour le 2e niveau fut "Oberliga des Deutschen Sportausschusses" (littéralement la "Ligue supérieure du Comité des Sports"). Finalement, la ligue fut repensée et partagée avec deux séries et donc baptisée DDR-Liga. Les Landesklassen deviennent le 3e niveau de la hiérarchie.

### Plusieurs formules
Si l'appellation de la série ne changea pas durant les 40 ans qui suivirent, on ne peut en dire autant de la structure de la division qui changea près de six fois.
De l'été 1950 au printemps 1954, la DDR-Liga fut organisée en 2 groupes. Le nombre annuel de participants varia de 20 à 28 clubs.
Lors du championnat 1954-1955, un troisième groupe fut ajouté. Mais à la fin de l'exercice 28 équipes furent reléguées. La division 2 est-allemande était réduite à une poule unique.

#### I. DDR-Liga & II. DDR-Liga
Cette relégation massive avait pour but de scinder la DDR-Liga en deux "sous-niveaux", nommés "I. DDR-Liga" (Première DDR-Liga) et "II. DDR-Liga" (Deuxième DDR-Liga). Dans la pratique, les niveaux de la hiérarchie reculèrent d'un rang. La II. DDR-Liga devenant de fait le 3e niveau. Cette courte période sème parfois un certain doute dans les esprits quand il s'agit de parler d'archives et statistiques. Car dans l'esprit des dirigeants communistes, Le 2e niveau (DDR-Liga) était scindé en deux sous-niveaux. Dans les faits, vu la montée de II. DDR-Liga vers la I. DDR-Liga et la montée de Berziksliga vers la II. DDR-Liga, il y avait bien un niveau pratique de plus. Mais pour le Deutscher Sportauschuss cela n'était pas le cas. Selon eux, le niveau 3 restait l'apanage de la "Berzirksliga". 
Cette adaptation hétéroclite cessa après la saison 1962-1963.

#### Ingérence politique
La RDA, malgré les grands principes idéologiques martelés sans cesse par les personnes au pouvoir, fut durant toute son existence un régime totalitaire d'obédience communiste. Tous les pouvoirs furent concentrés entre les mains du seul parti politique autorisé : le SED (Sozialistische Einheitspartei Deutschlands).
Ce SED instaura une dictature qui géra et contrôla le déroulement de toutes les activités y compris celles ayant trait aux sports.
Sport très populaire, le football fit l'objet d'une attention permanente et toute particulière de la part des responsables est-allemands. La gestion des sports fut confiée jusqu'en 1957 au Deutscher Sportauschuss (DS) puis à la Deutschen Turn-und Sportbundes (DTSB) qui le remplaça. En 1958, la DTSB fonda la Deutscher Fussball Verband (DFV).

#### Modèle soviétique
Au terme de la saison 1954-1955, les dirigeants politiques de la RDA, par l’intermédiaire du Deutscher Sportauschuss, décidèrent de calquer le déroulement des championnats de football sur le modèle soviétique, soit sur une année civile (début des championnats au printemps d'une année et jusqu'à la fin de l'automne suivante, suivi d'une longue trêve hivernale).
Durant l'automne 1955, les équipes de toutes les divisions jouèrent un "Tour de transition" (en Allemand: Übergangsrunde) au terme duquel aucun champion ne fut désigné. Il n'y eut aucune montée et aucune relégation à la fin de cette Übergangsrunde. La saison suivante débuta à la fin février et fut donc millésimée 1956. Le principe fut appliqué durant quatre ans, jusqu'au terme de la "saison" 1960.
Arrêtés en décembre 1960, une saison de transition où toutes les équipes s'affrontent 3 fois dans la saison est disputée en 1961-1962. La saison suivante, les championnats retrouvèrent le schéma conventionnel "fin d'été d'une année jusqu'à la fin du printemps de la suivante".
Pour compléter l'information, rappelons que dans la nuit du 12 au 13 août 1961 débuta la construction du Mur de Berlin.
En 1962-1963, la DDR-Liga retrouva le mode à deux séries qu'elle conserva jusqu'à la fin du printemps 1971.
De la saison 1971-1972 jusqu'au terme du championnat 1983-1984, le 2e niveau est-allemand fonctionna avec cinq séries distinctes. Durant cette période, 60 clubs participèrent chaque saison aux épreuves.
À partir de 1984-1985, la DDR-Liga fut réduite à deux groupes.

### Clubs fondateurs
La DDR-Liga fut prévue pour 16 clubs. Initialement, chacun des cinq anciens Länder (voir ci-dessus) désigna trois clubs auxquels devait s'ajouter l'Union Oberschöneweide. Ce club avait été au centre de l'actualité du football allemand à la fin de la saison 1949-1950.

#### Le dossier Oberschöneweide
Lors de ce championnat, le SG Union Oberschöneweide jouait dans l'Oberliga Berlin car la zone de Berlin ayant conservé un statut particulier au sein duquel, les clubs des secteurs Est et Ouest jouaient dans les mêmes ligues. Mais cette situation était temporaire car le Deutscher Sportauschuss avait décidé que pour la saison suivante, les clubs du secteur Est devraient jouer uniquement avec l'Est. À la suite de cette décision, la quasi-totalité du club fila vers le secteur Ouest (le Mur de Berlin ne vit le jour qu'en 1961) et terminèrent la saison au Poststadion dans le quartier de Moabit. Vice-champion, Oberschöneweide prit part au tour final national. Cette équipe devint par après le SC Union 06 Berlin.
Ce qu'il restait de l'ancien club (qui prit plus tard le nom de 1. FC Union Berlin) fut placé par les responsables politiques en DDR-Oberliga pour la saison suivante (alors que dans les plans initiaux elle devait aller en 2e division). Comme la majorité des meilleurs joueurs étaient passés à l'Ouest, l'équipe était évidemment bien plus faible. Le « DS » voulant maintenir deux équipes berlinoises en « Oberliga » décida que l'ancienne Union Oberschöneweide deviendrait le BSG Motor Oberschöneweide et resterait parmi l'élite. Deux ans plus tard, l'ancienne Union fut finalement fusionnée avec le SV Grunau (3e niveau).

#### Finalement à 20
Le Deutscher Sportauschuss décida d'ouvrir sa 2e division à 20 clubs qui furent répartis en deux groupes de 10. Le ZSG Anker Wismar et le BSG Einheit Schwerin venaient d'être relégués de DDR-Oberliga 1949-1950.

##### Staffel 1
- SG Volkspolizei Potsdam (Brandebourg)
- BSG Chemie Großräschen (Brandebourg)
- BSG Lokomotive Cottbus (Brandebourg)
- BSG Textil Cottbus (Brandebourg)
- ZSG Anker Wismar (Mecklembourg-Poméranie-Occidentale)
- Hohenschönhausener SC (Berlin-Est)
- SSV Köpenick (Berlin-Est)
- BSG Einheit Schwerin (Mecklembourg-Poméranie-Occidentale)
- BSG Einheit Wismar (Mecklembourg-Poméranie-Occidentale)
- BSG Einheit Burg (Saxe-Anhalt)

##### Staffel 2
- SG Concordia Wilhelmsruh Berlin (Berlin-Est)
- SC Wismut Aue (Saxe)
- BSG Chemie Zeitz (Saxe-Anhalt)
- Einheit Ost Leipzig (Saxe)
- Freiheit Wismut Lauter (Saxe)
- Fewa Chemnitz (Saxe)
- BSG Schuhmetro Weißenfels (Saxe-Anhalt)
- BSG Mechanik Jena (Thuringe)
- SG Lauscha (Thuringe)
- BSG Motor Nordhausen (Thuringe)

## Fonctionnement

### de 1950 à 1955
De sa création jusqu'au terme de la saison saison 1954-1955, la DDR-Liga permit de promouvoir deux équipes vers la DDR-Oberliga. Chaque saison, le champion de chacune des deux séries montait à l'étage supérieur.
Annuellement, 2 équipes par groupe (3 en fin de championnat 1952-1953) descendaient à l'étage inférieur (appelé Landesklasse initialement, celui-ci fut renommé Berzirksliga en 1952).

### de 1956 à 1963

#### I. DDR-Liga
Lors des cinq saisons pendant lesquelles la I. DDR-Liga fut ramenée à une série unique, le champion et son vice-champion montèrent en DDR-Oberliga.
Lors des trois premières saisons de cette période, les deux derniers classés descendirent en II. DDR-Liga. En 1959 et 1960, les trois derniers du classement furent relégués.
Le championnat 1961-1962 fut le dernier joué sous forme d'une poule unique. Il y eut deux montées et un seul relégué.
La saison suivante, la I. DDR-Liga se joua en deux groupes. Les deux champions furent promus tandis que trois équipes pour l'ensemble des deux séries descendirent.

#### II. DDR-Liga
En 1956 et en 1957, la II. DDR-Liga fut composée de deux groupes (Nord & Sud) dont le champion monta en I. DDR-Liga. En 1956, il y eut trois relégués par groupe, par contre la 2e année, il n'y en eut que trois pour l'ensemble des deux séries.
À partir de 1958, la II. DDR-Liga compta cinq séries (numérotées de 1 à 5). Un tour final entre les cinq champions offrit deux places en I. DDR-Liga. Au terme de la saison 1961-1962, les trois premiers de chaque groupes montèrent alors qu'une seule formation par série fut reléguée. Un an plus tard, les cinq champions furent promus alors qu'un tour final regroupant les 2e proposa un sixième accessit. Il n'y eut aucun descendant.

### de 1963 à 1971
À partir du saison 1963-1964, la DDR-Liga redevint un 2e niveau national unifié. Il fut disputé en deux groupes non plus de 14 mais de 16 équipes. 
Jusqu'au printemps 1970, la procédure resta identique: le champion de chaque groupe accéda à la DDR-Oberliga alors que trois formations par série descendirent. 
À la fin de la saison 1970-1971, les deux champions montèrent, mais il n'y eut pas de descendant direct (la "Réserve" du Chemie Leipzig descendit car son équipe "Première" était reléguée de l'élite, et le Chemie Wolfen fut rétrogradée administrativement peu avant le début de la saison suivante).

### de 1971 à 1984
À partir de l'été 1971, la DDR-Liga compta cinq séries distinctes (nommées de A à E). Annuellement un tour final regroupa les cinq champions pour attribuer deux places en DDR-Oberliga. Les trois derniers classés de chaque série descendirent en Berzirksliga.
À la fin de la saison saison 1983-1984 eut lieu un grand délayage puisque 30 équipes furent reléguées : les 5 derniers du groupe A et les 6 derniers des autres séries (le 6e relégué du groupe A en fut le... champion, le ASG Vorwärts Neubrandenburg qui retira volontairement son équipe).

### de 1984 à 1989
À partir de la saison 1984-1985, la DDR-Liga fut ramenée à un format de deux groupes (A & B). Le champion de chaque poule monta parmi l'élite nationale alors que les trois derniers classés de chaque "Staffel" descendirent.

### Saison 1989-1990
Le 9 novembre 1989, une page de l'Histoire allemande se tourna avec la Chute du Mur de Berlin. Dans le courant de cette saison 1989-1990, la DDR-Liga fut renommée NOFV-Liga. En fin d'exercice, les deux champions furent promus vers la DDR-Oberliga désormais appelée Oberliga Nordost (ligue supérieure du Nord-Est). Les conséquences de l'écroulement de l'État communiste se fit rapidement sentir auprès des clubs redevenant des "organismes civils" et devant subvenir eux-mêmes à leurs financements. Onze clubs quittèrent ce niveau.

### Saison 1990-1991
La NOFV-Liga 1990-1991 fut la dernière pouvant être considérée comme D2 est-allemande. La RDA cessa d'exister le 3 octobre 1990, soit quelques semaines après la reprise de la saison.
Le champion de chacune des deux séries prit part à un tour final, avec les équipes classées de la 7e à la 12e place de l'Oberliga Nordost, pour tenter d'obtenir un des deux places ouvertes en 2. Bundesliga. Toutes les autres formations furent reversées en Oberliga Nordost (en) (partagée en 3 séries), c'est-à-dire le 3e niveau du football allemand réunifié.
Les deux derniers classés de chaque groupe furent relégués au 4e niveau.

## Le palmarès de la DDR-Liga

### 1950-1955
| Saison    | Groupe 1                | Groupe 2                |
| --------- | ----------------------- | ----------------------- |
| 1950-1951 | Anker Wismar            | Wismut Aue              |
| 1951-1952 | Empor Lauter            | Motor Jena              |
| 1952-1953 | BSG Fortschritt Meerane | BSG Einheit Leipzig-Ost |
| 1953-1954 | Chemie Karl-Marx-Stadt  | Vorwärts Berlin         |

| Saison    | Groupe 1    | Groupe 2               | Groupe 3     |
| --------- | ----------- | ---------------------- | ------------ |
| 1954-1955 | Lok Stendal | Fortschritt Weißenfels | Motor Dessau |

### 1955-1962
| Saison    | DDR-Liga                |
| --------- | ----------------------- |
| 1955      | BSG Fortschritt Meerane |
| 1956      | Motor Jena              |
| 1957      | Dynamo Berlin           |
| 1958      | Chemie Zeitz            |
| 1959      | Chemie Halle            |
| 1960      | Turbine Erfurt          |
| 1961-1962 | SG Dynamo Dresde        |

### 1962-1971
| Saison    | Groupe Nord            | Groupe Sud          |
| --------- | ---------------------- | ------------------- |
| 1962-1963 | Lok Stendal            | Motor Steinach (de) |
| 1963-1964 | SC Neubrandenburg      | SG Dynamo Dresde    |
| 1964-1965 | Chemie Halle           | Turbine Erfurt      |
| 1965-1966 | 1. FC Union Berlin     | BSG Wismut Gera     |
| 1966-1967 | 1. FC Magdebourg       | Rot-Weiß Erfurt     |
| 1967-1968 | Dynamo Berlin          | Stahl Riesa         |
| 1968-1969 | Stahl Eisenhüttenstadt | SG Dynamo Dresde    |
| 1969-1970 | 1. FC Union Berlin     | 1. FC Lok Leipzig   |
| 1970-1971 | Vorwärts Stralsund     | FC Karl-Marx-Stadt  |

### 1971-1984
| Saison    | Groupe A                      | Groupe B                     | Groupe C                | Groupe D                    | Groupe E              |
| --------- | ----------------------------- | ---------------------------- | ----------------------- | --------------------------- | --------------------- |
| 1971-1972 | TSG Wismar                    | Dynamo Berlin II             | Chemie Leipzig          | Motor Werdau (de)           | Rot-Weiß Erfurt       |
| 1972-1973 | Vorwärts Stralsund            | Dynamo Berlin II             | Vorwärts Leipzig        | Dynamo Dresde II            | BSG Chemie Zeitz      |
| 1973-1974 | Vorwärts Stralsund            | 1. FC Union Berlin           | Hallescher FC Chemie    | Chemie Böhlen               | Wismut Gera           |
| 1974-1975 | SG Dynamo Schwerin            | 1. FC Union Berlin           | Chemie Leipzig          | FC Energie Cottbus          | Wismut Gera           |
| 1975-1976 | FC Hansa Rostock              | 1. FC Union Berlin           | Hallescher FC Chemie II | Motor Werdau (de)           | FC Carl Zeiss Jena II |
| 1976-1977 | Vorwärts Stralsund            | Stahl Hennigsdorf            | Chemie Leipzig          | Chemie Böhlen               | Wismut Gera           |
| 1977-1978 | FC Hansa Rostock              | Vorwärts Neubrandenburg (de) | Chemie Leipzig          | FSV Lokomotive Dresden (de) | Stahl Riesa           |
| 1978-1979 | TSG Bau Rostock               | Vorwärts Frankfurt           | Chemie Leipzig          | FC Energie Cottbus          | Motor Suhl (de)       |
| 1979-1980 | FC Hansa Rostock              | Dynamo Fürstenwalde (de)     | Chemie Böhlen           | FC Energie Cottbus          | Wismut Gera           |
| 1980-1981 | Schiffahrt/Hafen Rostock (de) | 1. FC Union Berlin           | Chemie Schkopau         | FC Energie Cottbus          | Motor Suhl (de)       |
| 1981-1982 | Vorwärts Stralsund            | 1. FC Union Berlin           | Chemie Böhlen           | Stahl Riesa                 | Motor Nordhausen      |
| 1982-1983 | Schiffahrt/Hafen Rostock (de) | Stahl Brandenburg            | Chemie Leipzig          | Stahl Riesa                 | Wismut Gera           |
| 1983-1984 | Vorwärts Neubrandenburg (de)  | Stahl Brandenburg            | Vorwärts Dessau         | Sachsenring Zwickau         | Motor Suhl (de)       |

### 1984-1991
| Saison    | Groupe A                  | Groupe B                  |
| --------- | ------------------------- | ------------------------- |
| 1984-1985 | 1. FC Union Berlin        | Sachsenring Zwickau       |
| 1985-1986 | Dynamo Berlin II          | Fortschritt Bischofswerda |
| 1986-1987 | FC Hansa Rostock          | Hallescher FC Chemie      |
| 1987-1988 | Energie Cottbus           | Sachsenring Zwickau       |
| 1988-1989 | FC Stahl Eisenhüttenstadt | Fortschritt Bischofswerda |
| 1989-1990 | FC Vorwärts Frankfurt     | Chemie Böhlen             |
| 1990-1991 | 1. FC Union Berlin        | FSV Zwickau               |

- En gras, les clubs vainqueurs qui montent en première division (DDR-Oberliga).

1. 1 2  En 1973, les vice-champions Energie Cottbus (Groupe B) et Stahl Riesa (Groupe D) sont promus comme champions des deux Groupes bien que ne l'étant pas car les deux équipes réserves ne peuvent pas accéder à la première division.
2. ↑  En 1986, le vice-champion du Groupe A, l'Energie Cottbus accéde à la première division, la réserve du Dynamo Berlin n'étant pas éligible.